# دورالدواعنة (شبام)
'

تعديل مصدري - تعديل

دورالدواعنة هي إحدى قرى عزلة شبام بمديرية شبام التابعة لمحافظة حضرموت، بلغ تعداد سكانها 172 نسمة حسب تعداد اليمن لعام 2004.